# Битка при Новиодунум
Битката при Новиодунум (на латински: Noviodunum) е сражение по време на Първата готска война между войски на Източната Римската империя и вестготите, което се състои през септември 369 година при римския град Новиодунум (Noviodunum) на река Дунав в Долна Мизия.

## Ход на военните действия
Император Валент строи мост на Дунав през 369 година заради войната с готските племена гревтунги и тервинги, част от които нахлуват безуспешно в империята през предишните години. През септември 369 г. римската войска пресича Дунав при Новиодунум и на отсрещния бряг побеждава гревтунгите. Вождът на тревингите Атанарих успява да се отдръпне. Той предлага на римляните изгоден за себе си договор, който се подписва през септември същата година.